# Xu Shixiao
Xu Shixiao   (Jiangxi, Xina, 16 de febrer de 1992) és una piragüista xinesa que competeix en la modalitat d'aigües tranquil·les.
Shixiao ha participat en 1 Olimpíada, guanyant la medalla d'or en la prova del C-2 500m femení als Jocs Olímpics de Tòquio 2020. A més ha guanyat 2 medalles d'or en els Campionats del Món.
Va néixer en una zona muntanyosa i no va ser fins als 13 anys que va començar a practicar el piragüisme. Tot i que als 21 anys va abandonar la pràctica de l'esport, degut que el piragüisme encara no era un esport olímpic i es va dedicar professionalment a la direcció de recursos humans. El 2017, amb 25 anys, va tornar al piragüisme després que la prova femenina s'introduís als Jocs Olímpics. El 2018, va guanyar la seva primera medalla d'or en la Copa del Món celebrada a Szeged a Hongria en la prova de C-1 500m i el 2019, va aconseguir, juntament amb la seva compatriota Sun Mengya, la medalla d'or al Campionat del Món en la prova de C-2 500m. Passada l'aturada per la pandèmia del Covid-19, la mateixa parella va guanyar la medalla d'or als Jocs Olímpics de Tòquio 2020 i el 2022 van tornar a guanyar la medalla d'or en la mateixa prova del Campionat del Món de Dartmouth, al Canadà.

## Trajectòria professional
| Jocs Olímpics     | Jocs Olímpics    | Jocs Olímpics | Jocs Olímpics |
| Any               | Seu              | Posició       | Categoria     |
| ----------------- | ---------------- | ------------- | ------------- |
| 2020              | Tòquio           | 1             | C-2 500m      |
| Campionat del Món |                  |               |               |
| 2018              | Montemor-o-Velho | 4a posició    | C-1 500m      |
| 2018              | Montemor-o-Velho | 5a posició    | C-2 500m      |
| 2019              | Szeged           | 1             | C-2 500m      |
| 2022              | Dartmouth        | 1             | C-2 500m      |